# João Oliva
João Victor Marcari Oliva (São Paulo, 2 de febrero de 1996) es un jinete brasileño que compite en la modalidad de doma. Ganó cuatro medallas en los Juegos Panamericanos entre los años 2015 y 2023.

## Palmarés internacional
| Juegos Panamericanos | Juegos Panamericanos | Juegos Panamericanos | Juegos Panamericanos |
| Año                  | Lugar                | Medalla              | Categoría            |
| -------------------- | -------------------- | -------------------- | -------------------- |
| 2015                 | Toronto (Canadá)     | Medalla de bronce    | Por equipos          |
| 2019                 | Lima (Perú)          | Medalla de bronce    | Por equipos          |
| 2023                 | Santiago (Chile)     | Medalla de plata     | Individual           |
| 2023                 | Santiago (Chile)     | Medalla de plata     | Por equipos          |